# Nantucket (LV-112)
Pour les articles homonymes, voir Nantucket (homonymie).
Le Nantucket (LV-112) est un bateau-phare américain qui signalait les hauts-fonds de Nantucket, au large des côtes du Massachusetts. C'était le dernier bateau-phare en service et l'un des deux derniers à pouvoir se déplacer par ses propres moyens.
Il est classé comme National Historic Landmark (NHL) depuis 1989.

## Historique
Lancé en 1936, il coûte 300 000 $, plus que tous ses prédécesseurs. Il est financé par la White Star Line pour compenser la perte du LV-117 Nantucket. Ce bateau-phare avait coulé à la suite d'une collision avec l’Olympic, un sister-ship du Titanic, en 1934. Sept des onze membres de l'équipage avait péri dans le naufrage. Le LV-112 qui le remplace est construit pour être « indestructible » ; surpassant les autres, il sert jusqu'en 1983.
Il est déclaré Monument historique national en 1989 alors qu'il était basé à Portland dans le Maine, naviguant le long des côtes de la Nouvelle-Angleterre pour la Nantucket Lightship Preservation, Inc., une organisation assurant sa conservation.
Alors qu'il était prévu de le localiser de façon permanente à Staten Island, New York, il est amarré à Oyster Bay, au nord de Long Island, soulevant une controverse. Des opposants l'accusent de défigurer le port et d'endommager le quai, tandis que des partisans préfèreraient le conserver dans cette ville,.
Le Nantucket (LV-112) est acquis en 2009 par le United States Lightship Museum (USLM) — Musée des bateaux-phares des États-Unis — pour 1 $ symbolique ; il est remorqué jusqu'au port de Boston en mai 2010. Il est restauré en deux phases, un chantier qui devrait coûter 1 million de dollar. Il est ouvert au public depuis 2011.